# Artur Naifonov
Artur Edikovich Najfonov (født 10. maj 1997) er en russisk bryder, der konkurrerer i fristil.
Han repræsenterede ROC ved sommer-OL 2020 i Tokyo, hvor han tog bronze i 86 kg.